# 鐵的同素異形體

纯铁的低压相图。 BCC是体心立方，而FCC是面心立方。

铁碳共晶相图，显示了各种形式的Fe _{x} C _{y}物质。

铁同素异形体，显示出晶格结构的差异。 α铁（α-鐵）是体心立方（BCC），γ铁（γ-鐵）是面心立方（FCC）。

在常壓下，单质铁有三種同素異形体：α鐵、γ鐵和δ鐵。高压下存在第四種异形体稱ε鐵。一些實驗数據表明鐵可能存在第五種高壓形式，但只有在极高温与高压的程況下穩定。 
鐵在常压下的稳定相十分重要，基于各相碳溶解度差异还可以形成不同性能的鋼。鐵的高壓相还在行星芯固體部分的建模中有重要应用。通常假定地球的內核基本由具有ε結構的結晶鐵-鎳合金組成。 據信包圍固態內芯的外芯由混合有鎳的液態鐵和痕量的較輕元素組成。

## 标准压力同素异形体

### 阿尔法铁（α-鐵）
在912 °C（1,674 °F）以下，铁具有以体心为中心的立方结构，被称为α-铁或铁素体。它是热力学稳定且相当柔软的金属。 α-鐵可能承受的最大压力约为15 GPa，然后转变为称为ε-鐵的高压形式，该晶体结晶为六方密堆积（hcp）结构。
磁性上，α-鐵在高溫下是順磁性的。但是，當它冷卻到771°C（1044K或1420°F）時，α-铁呈现鐵磁性。反之亦然：當α-鐵被加熱到居里溫度以上時，原子的隨機熱运动超過了未成對電子自旋的定向磁矩，並變成順磁性。過去，α-鐵的順磁性形式被稱為Beta鐵（β-鐵）。 但是，此術語已過時且具有誤導性，因為當鐵通過居里溫度以下時，磁疇會對齊，但不會發生結構變化。β-鐵在晶體學上與α-鐵相同，除了磁疇和隨溫度變化的以體為中心的擴展立方晶格參數外，因此在鋼熱處理中僅次要重要性。因此，通常不將β“相”視為唯一相，而僅將其視為α相場的高溫端。A2在圖1的相圖中形成了β-鐵和α場之間的邊界。
同樣，與A1（共析溫度）、A3和Acm（臨界溫度）相比，A2的重要性很小。奧氏體與滲碳體 γ-Fe處於平衡狀態的Acm超出了圖1的右邊緣。從技術上講，α-γ相場是A2上方的β-γ場。命名为β-鐵意在维持用于鋼鐵的相的希臘字母的連續性：α-鐵、β-鐵、奧氏體（γ-鐵）
、高溫的δ-鐵和高壓的六方铁（ε-鐵）。

室温下α-鐵的摩尔体积与压力的关系。

室溫下低碳鋼或低碳鋼以及大多數鑄鐵的主要相是鐵磁性α-鐵。它的布氏硬度約為80。碳的最大溶解度在727°C（1,341°F）約為0.02 wt％，在0°C（32°F）约为0.001 wt％。當它溶解在鐵中時，碳原子佔據了間隙“孔”。碳的直徑約為四面體孔的兩倍，因此會引入很強的局部應變場。
低碳钢（碳含量最高约0.2 wt％的碳钢）主要由α-鐵和越来越多的渗碳体（Fe3C）组成。该合金具有称为珠光体的层状结构。由于贝氏体和珠光体均含有α-鐵作为成分，因此，如果允许其在室温下达到平衡，则任何铁-碳合金都将含有一定量的α-鐵。α-鐵的量取决于冷却过程。

#### A2临界温度和感应加热

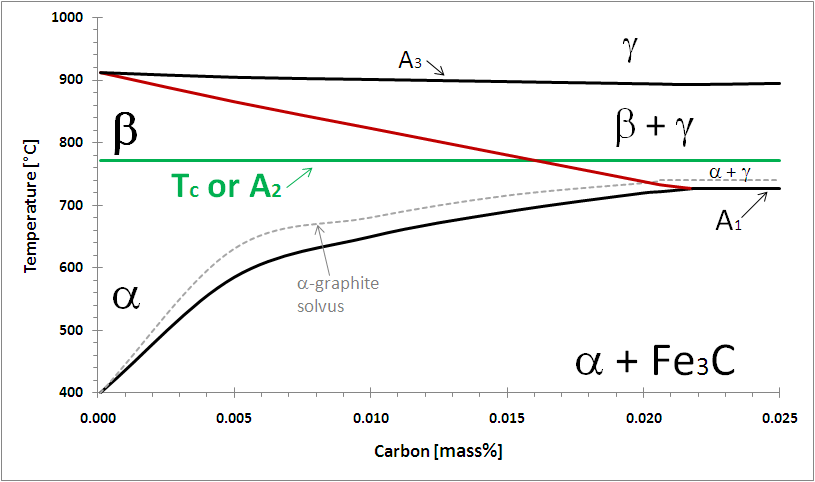
图1：铁碳相图中富铁侧的β场和A_{2}临界温度。

β-鐵和A 2临界温度对于钢的感应加热（例如表面硬化热处理）很重要。钢通常在900-1000的温度下进行奥氏体化 °C淬火和回火之前。感应加热的高频交变磁场通过居里温度以下的两种机制加热钢：电阻或焦耳（I2R）加热和铁磁磁滞损耗。在A2之上，磁滞机制消失，并且每升高一度温度所需的能量实质上大于在A2之下。可能需要负载匹配电路来改变感应电源中的阻抗，以补偿这种变化。 
随着铁进一步冷却到1,394 °C（2,541 °F），其晶体结构变为面心立方（FCC）晶体结构。这种形式称为伽马铁（γ-鐵）或奥氏体。γ-铁可以溶解更多的碳（质量为1,146时高达2.04％） °C）。这种碳饱和的γ形式在不锈钢中表现出来。
随着铁水的冷却，它在1,538°C（2,800°F）的温度下凝固变为其δ同素异形体，该同素异形体具有体心立方（BCC）晶体结构。  δ-铁在1,475°C下可溶解质量达0.08％的碳。

## 高压同素异形体

### ε-铁/六方铁
在高於約10 GPa的壓力和幾百開爾文(K)或更低的溫度下，α-鐵變成六方密堆積（hcp）結構，也稱為ε-鐵或六鐵。高溫的γ相也轉變為ε-鐵，但在較高的壓力下會發生變化。已經觀察到ε-鐵與錳，鋨和釕的合金中的反鐵磁性。

### 实验高温高压
如果存在另一種穩定形式，則可能會在至少50 GPa的壓力和至少1,500 K的溫度下出現；人們認為它具有正交晶或雙重hcp結構。截至2011年12月，正在對高壓和超稠密碳同素異形體進行近期和正在進行的實驗。

## 相变

### 熔点和沸点
根据实验，铁的熔点在低于50 GPa的压力下得到了很好的定义。
对于更大的压力，已公布的数据（截至2007年）将γ-ε-液体三点置于相差数十吉帕和1000千帕的压力下。 熔点K。一般而言，铁动力学和冲击波实验的分子动力学计算机模拟表明，与在金刚石砧座单元中进行的静态实验相比，熔点更高，熔化曲线的斜率要陡得多。 
铁的熔点和沸点，其沿雾化的焓，比那些更早组低3D元素从钪到铬，示出了3d电子到金属键的减少贡献，因为它们吸引了越来越多入原子核惰性核； 然而，它们高于先前元素锰的值，因为该元素具有半填滿的3d軌域，因此其d电子不容易离域。釕却出现同样的趋势，鋨却没有。 

### 结构相变
铁从一种晶体结构转变为另一种晶体的确切温度取决于铁中溶解了多少元素以及其他类型的元素。不同固相之间的相界绘制在二元相图上，通常以温度对铁的百分比的形式绘制。添加某些元素（例如铬 ）会缩小γ相的温度范围，而另一些元素会增加γ相的温度范围。在减小伽马相位范围的元件中，α-γ相位边界与γ-δ相位边界相连，形成通常称为伽马环的东西。添加伽玛环添加剂可将铁保持在体心立方结构中，并防止钢发生相转变为其他固态的现象。 